# Arenopontia riedli
Arenopontia riedli is een eenoogkreeftjessoort uit de familie van de Arenopontiidae. De wetenschappelijke naam van de soort is voor het eerst geldig gepubliceerd in 1976 door Lindgren.